# The Godfather Part II
The Godfather Part II is een Amerikaanse speelfilm uit 1974 van regisseur Francis Ford Coppola. De film is zowel een vervolg als een prequel op The Godfather (1972); het toont parallel het leven van maffiabaas Michael Corleone na de gebeurtenissen in de eerste film en een tweede verhaallijn over de jonge jaren van zijn vader, Vito Corleone. In 1990 kreeg de film een vervolg, The Godfather Part III. Hoofdrollen worden onder andere gespeeld door Al Pacino, Robert De Niro, Robert Duvall, Diane Keaton, John Cazale, Talia Shire, Lee Strasberg en Michael V. Gazzo.
The Godfather: Part II staat in de top vijf beste films in de Internet Movie Database. Het American Film Institute plaatste hem in een lijst van beste films op de 32ste plaats. The Godfather Part II werd genomineerd voor elf Academy Awards en won er zes, waaronder die voor Beste Film, Beste Regie en Beste Mannelijke Bijrol (voor De Niro). Het was daarmee de eerste vervolgfilm die de Academy Award voor Beste Film won.

## Verhaal
The Godfather Part II vertelt twee parallelle verhaallijnen. Een verhaal vervolgt de eerste film en volgt het leven van Michael Corleone, eind jaren vijftig, nadat hij hoofd is geworden van een maffiafamilie. De ander is een serie flashbacks over zijn vader, Vito Corleone, van zijn jeugd in Sicilië tot de stichting van die familie in New York, tussen 1917 en 1925.
De film begint in 1901 in Corleone, Sicilië, waar de negenjarige Vito Andolini moet ontsnappen aan de mannen van Don Ciccio, de plaatselijke maffiabaas die Vito's gehele familie heeft laten vermoorden. Hij wordt door bekenden het dorp uitgesmokkeld en belandt op een schip naar New York. Aangekomen op Ellis Island registreert iemand van de immigratiedienst hem als "Vito Corleone", in de veronderstelling dat zijn woonplaats zijn achternaam is.
De film gaat verder naar de jaren vijftig. Michael Corleone is de Don van de familie Corleone. De familie woont inmiddels in een woning bij Lake Tahoe, Nevada, vanwaar hij probeert het zakenimperium van de familie te verplaatsen van de misdaad naar de gokindustrie van Las Vegas. Tijdens de viering van de eerste communie van zijn zoontje ontvangt hij onder andere senator Pat Geary, die hen probeert af te persen, Johnny Ola, de rechterhand van de joodse gangster Hyman Roth, die de familie lijkt te steunen, en Frank Pentangeli, die het territorium van de overleden caporegime Clemenza probeert over te nemen, maar wordt tegengewerkt door de broers Rosato, die worden gesteund door Roth. Pentangeli wil dat de Rosato's worden gedood, maar Michael weigert. Die nacht wordt er een aanslag gepleegd op Michael. Hij vermoedt dat een van zijn naasten verantwoordelijk is voor de aanslag en besluit te vertrekken. Tom Hagen, zijn consigliere en advocaat, krijgt de opdracht om de familie te beschermen.
In 1917 probeert Vito ondertussen een leven op te bouwen als kruidenier in Little Italy. De wijk waarin hij woont wordt geregeerd door Don Fabrizio Fanucci, die de plaatselijke bedrijfjes hardhandig afperst in ruil voor bescherming. Die nacht vraagt zijn buurman Clemenza hem enkele wapens te verbergen. Later plegen zij hun eerste gezamenlijke misdaad: het stelen van een duur tapijt.
Michael ontmoet Roth in Florida, en vertelt hem dat hij denkt dat Pentangeli achter de aanslag zit, en dat hij daarvoor zal boeten. Hij reist daarna door naar Brooklyn om daar Pentangeli te ontmoeten. Tegen hem vertelt Michael dat juist Roth achter de aanslag zit, en dat hij een plan heeft om hem uit te schakelen, maar daarvoor moet Pentangeli wel hulp zoeken bij de Rosato's. Tijdens zijn bezoek aan de Rosato's wordt Pentangeli echter aangevallen en voor dood achtergelaten, terwijl zijn bodyguard, Willi Cicci, gewond raakt. Ondertussen heeft Hagen loyaliteit afgedwongen bij Geary, door hem verantwoordelijk te laten lijken voor de dood van een prostituee in het bordeel van Michaels broer Fredo.
In Havana, Cuba ontmoet Michael Ola en Roth opnieuw. Zijn broer Fredo, die Havana goed kent, arriveert later. Michael is ervan overtuigd dat Ola en Roth achter de aanslag zitten en spreekt met zijn broer over hen. Die zegt ze niet te kennen, maar spreekt zichzelf later tegen. Michael beseft hierdoor dat zijn eigen broer hem heeft verraden. Die avond wordt Ola gewurgd, maar Roth weet te ontkomen door een ziekenhuisopname. De Cubaanse Revolutie breekt uit en de Corleones en hun gasten vluchten naar de VS. Fredo rent tijdens de vlucht weg van zijn broer, om zich te verbergen in New York. Aangekomen in Las Vegas hoort Michael van Hagen dat Roth bijkomt van een beroerte in Miami en dat zijn vrouw Kay (Diane Keaton) een miskraam heeft gehad.
Ondertussen ontdekt Don Fanucci in 1917 de zaken tussen Vito, Clemenza en Salvatore Tessio, en eist een deel. Dankzij Vito hoeven ze echter slechts een zesde deel te betalen van het bedrag dat Don Fanucci in eerste instantie eist. Tijdens een festa vermoordt Vito Don Fanucci. Hiermee verdient hij het respect van de buurt, en begint hij te beslissen in lokale disputen. Hij werkt vanuit de pui van zijn winkel, de Genco Olive Oil Company.
In Washington D.C. heeft een commissie van de Senaat een onderzoek ingesteld naar Michael en de familie Corleone. Geary is lid van deze commissie. Ze ondervragen Cicci, maar doordat deze nooit direct van de Don opdrachten gekregen heeft is zijn verklaring niet belastend genoeg. Michael daagt de commissie uit een getuige te vinden die de beschuldigingen tegen hem kan bevestigen. De voorzitter belooft met een getuige te komen die precies dat zal doen. Ze vinden hem in de persoon van Frank Pentangeli, die wel direct met de Don omging. Hij maakt een deal met de FBI en zal tegen hem getuigen.
Fredo is ondertussen gevonden en legt zijn verraad aan Michael uit. Hij voelde zich gepasseerd doordat zijn jongere broer familiehoofd werd, en wilde respect. Hij wist echter niet dat Roth van plan was hem te vermoorden. Michael breekt hierop alle banden met zijn broer: You're nothing to me now. Not a brother, not a friend, nothing. Hij geeft vervolgens aan zijn caporegime Al Neri instructies om Fredo te laten leven zolang hun moeder nog in leven is.
Tijdens de hoorzitting, waarin Pentangeli zou getuigen, neemt Michael plaats met Pentangeli's broer aan zijn zijde. Hierop komt Pentangeli volledig terug op zijn woorden, en zweert hij dat hij enkel aan de FBI vertelde wat ze wilde horen. Met niemand om een getuigenis af te leggen tegen Michael, wordt de commissie verdaagd. Na de zitting probeert Kay Michael met de kinderen te verlaten. Michael probeert haar eerst te vertederen. Hij verliest echter zijn kalmte en slaat haar, wanneer zij onthult dat haar miskraam eigenlijk een abortus was, die zij had gepleegd omdat zij niet nog een kind in Michaels criminele familie wilde brengen.
Tijdens een bezoek aan Sicilië in de jaren twintig ontmoet Vito de man van wie hij de olijfolie importeert. Het blijkt de verouderde Don Ciccio te zijn, en Vito wreekt de dood van zijn vader, moeder en broer door met een groot mes de buik van de man open te snijden.
De familie Corleone wordt weer herenigd door de dood van Carmella Corleone, Vito's weduwe. Michael ontwijkt Fredo nog steeds, maar lijkt zich uiteindelijk met hem te verzoenen. Onder toezicht van Michaels zus Connie bezoekt Kay haar kinderen, maar ze blijft te lang. Zodra Michael aankomt, gooit hij de deur voor haar neus dicht.
Er volgt een montagesequentie van verscheidene aanslagen en sterfscènes, net als in de eerste film. Hyman Roth wordt op het vliegveld, waar hij in hechtenis zou worden genomen, vermoord door een handlanger van de Corleones die vermomd is als journalist, die op zijn beurt weer wordt neergeschoten. Frank Pentangeli, die in opdracht van Tom Hagen zelfmoord moest plegen, wordt dood in een bad gevonden met overgesneden polsen. En uiteindelijk wordt Fredo in een vissersbootje op Lake Tahoe vermoord door Al Neri.
Hierna volgt een laatste flashback naar 1941, waarin de familie zich voorbereidt op een verrassingsfeest voor Don Vito. Terwijl iedereen praat over de recente aanval op Pearl Harbor, verrast Michael iedereen door aan te kondigen dat hij zich heeft ingeschreven bij de mariniers. De familie reageert boos (omdat zijn vader met hem grote plannen had), met uitzondering van Fredo, die zijn broers beslissing steunt. Als Vito aankomt, vertrekt iedereen behalve Michael om hem te groeten.
Op het einde van de film zit Michael alleen en stil in zijn woning bij Lake Tahoe.

## Rolverdeling
| Acteur                | Personage                    | Opmerkingen                               |
| --------------------- | ---------------------------- | ----------------------------------------- |
| Al Pacino             | Don Michael Corleone         | nominatie Oscar beste mannelijke hoofdrol |
| Robert Duvall         | Tom Hagen                    |                                           |
| Diane Keaton          | Kay Adams-Corleone           |                                           |
| Robert De Niro        | Vito Corleone                | Oscar beste mannelijke bijrol             |
| John Cazale           | Frederico "Fredo" Corleone   |                                           |
| Talia Shire           | Constanzia "Connie" Corleone | nominatie Oscar beste vrouwelijke bijrol  |
| Lee Strasberg         | Hyman Roth                   | nominatie Oscar beste mannelijke bijrol   |
| Michael Vicente Gazzo | Frank Pentangeli             | nominatie Oscar beste mannelijke bijrol   |
| G.D. Spradlin         | senator Pat Geary            |                                           |
| Richard Bright        | Al Neri                      |                                           |
| Gastone Moschin       | Don Fabrizio Fanucci         |                                           |
| Tom Rosqui            | Rocco Lampone                |                                           |
| Bruno Kirby           | jonge Peter Clemenza         |                                           |
| Frank Sivero          | Genco Abbandando             |                                           |
| Francesca De Sapio    | jonge Carmela Corleone       |                                           |
| Morgana King          | Carmela "Mama" Corleone      |                                           |
| Mariana Hill          | Deanna Dunn-Corleone         |                                           |
| Leopoldo Trieste      | signor Roberto               |                                           |
| Dominic Chianese      | Johnny Ola                   |                                           |
| Amerigo Tot           | Michael's lijfwacht          |                                           |
| Troy Donahue          | Merle Johnson                |                                           |
| John Aprea            | jonge Salvatore Tessio       |                                           |
| Joe Spinell           | Willi Cicci                  |                                           |
| Giuseppe Sillato      | Don Francesco Ciccio         |                                           |
| Danny Aiello          | Tony Rosato                  |                                           |
| James Caan            | Santino "Sonny" Corleone     |                                           |

## Ontstaan
Al ten tijde van het filmen van The Godfather werden plannen gemaakt voor een vervolg. Na het succes van de eerste film benaderde Paramount Francis Ford Coppola opnieuw als regisseur, maar Coppola had slechte herinneringen aan het filmen van The Godfather. Paramount had namelijk regelmatig op het punt gestaan hem te ontslaan. Hij stelde aan Paramount voor om Martin Scorsese, toen nog een opkomend talent en vriend van Coppola, aan te nemen als regisseur. Coppola wilde wel de functie van producent vervullen. De studio weigerde echter. Coppola stelde toen voor om zelf de regie op zich te nemen, op enige voorwaarden. De film moest onderling verbonden zijn met zijn voorganger, zodat ze later samen kunnen worden vertoond, en hij mocht drie van zijn eigen projecten uitvoeren: de regie van zijn eigen script van The Conversation, de regie van een productie van het San Francisco Opera en het schrijven van het script voor The Great Gatsby.
Coppola schreef samen met Mario Puzo het script. Het verhaal van de jonge Vito Corleone was gebaseerd op de originele roman van Puzo. Het verhaal van Michael Corleone was echter geschreven voor de film.
Het filmen duurde van 1 oktober 1973 tot 19 juni 1974. Het was de laatste film in de Verenigde Staten die werd geschoten in Technicolor.

## Filmmuziek
De muziek voor The Godfather Part II werd gecomponeerd door Nino Rota en gedirigeerd door Carmine Coppola, die ook aanvullende muziek voor de film leverde.

## Ontvangst en opbrengst
De film ging op 12 december 1974 in New York in première. De film bracht uiteindelijk $57,3 miljoen op in de Verenigde Staten.
De film kreeg bij de première lovende recensies. Veel critici noemden de film even goed, misschien zelfs beter dan zijn voorganger.
The Godfather: Part II wordt tegenwoordig gezien als een van de beste films aller tijden. Entertainment Weekly plaatste het op nummer zeven, terwijl de American Film Institute hem in 2007 op de 32ste plaats zette. In de Top 250 Beste Films van de Internet Movie Database staat de film in de top vijf. De zin "Keep your friends close, but your enemies closer" werd door het American Film Institute geplaatst op nr. 58 op hun lijst van beste filmcitaten.
In 1994 werd de film opgenomen in de U.S. National Film Registry.

## Prijzen en nominaties

### Academy Awards1975
The Godfather: Part II was genomineerd voor elf Oscars, waaronder vijf voor de acteurs. Uiteindelijk won hij er zes. Twee van de winnaars, Robert De Niro (Beste Mannelijke Bijrol) en Nino Rota (Beste Originele Dramatische Muziek) waren niet aanwezig bij de uitreiking.
The Godfather: Part II was de eerste vervolgfilm die de Academy Award voor Beste Film won. Francis Ford Coppola was dat jaar tevens genomineerd voor The Conversation. Het was de tweede keer in de geschiedenis dat twee films van dezelfde regisseur waren genomineerd voor de Academy Award voor Beste Film. Alfred Hitchcock was in 1941 de eerste. De enige regisseur die sindsdien dezelfde eer wist te behalen, was Steven Soderbergh in 2000.
- Beste Film - Francis Ford Coppola, Gray Frederickson & Fred Roos (gewonnen)
- Beste Regie - Francis Ford Coppola (gewonnen)
- Beste Mannelijke Bijrol - Robert De Niro (gewonnen)
- Beste Bewerkte Scenario - Francis Ford Coppola & Mario Puzo (gewonnen)
- Beste Originele Dramatische Muziek - Carmine Coppola & Nino Rota (gewonnen)
- Beste Artdirection - Dean Tavoularis, Angelo P. Graham & George R. Nelson (gewonnen)
- Beste Mannelijke Hoofdrol - Al Pacino (genomineerd)
- Beste Mannelijke Bijrol - Michael V. Gazzo (genomineerd)
- Beste Mannelijke Bijrol - Lee Strasberg (genomineerd)
- Beste Vrouwelijke Bijrol - Talia Shire (genomineerd)
- Beste Kostuumontwerp - Theadora Van Runkle (genomineerd)

### BAFTA's
- Beste Acteur - Al Pacino (gewonnen)
- Anthony Asquith Award voor Beste Filmmuziek - Nino Rota (genomineerd)
- Beste Montage - Peter Zinner, Barry Malkin & Richard Marks (genomineerd)
- Meest Veelbelovende Nieuwkomer - Robert De Niro (genomineerd)

### Golden Globes
- Beste Film, Drama (genomineerd)
- Beste Filmregie - Francis Ford Coppola (genomineerd)
- Beste Filmacteur, Drama - Al Pacino (genomineerd)
- Best Filmscript - Francis Ford Coppola & Mario Puzo (genomineerd)
- Beste Originele Score - Nino Rota (genomineerd)
- Meest Veelbelovende Nieuwkomer, Man - Lee Strasberg (genomineerd)